# Daniella Alonso
Daniella Alonso (født 22. september 1978) er en amerikansk skuespiller, nok mest kendt for sin gæsterolle, Anna Taggaro i The CWs tv-serie One Tree Hill og hendes hovedroller i The Hills Have Eyes 2 og Wrong Turn 2. I 2006 blev hun nummer 41 i Maxim Hot 100.